# Arthur John Cronquist

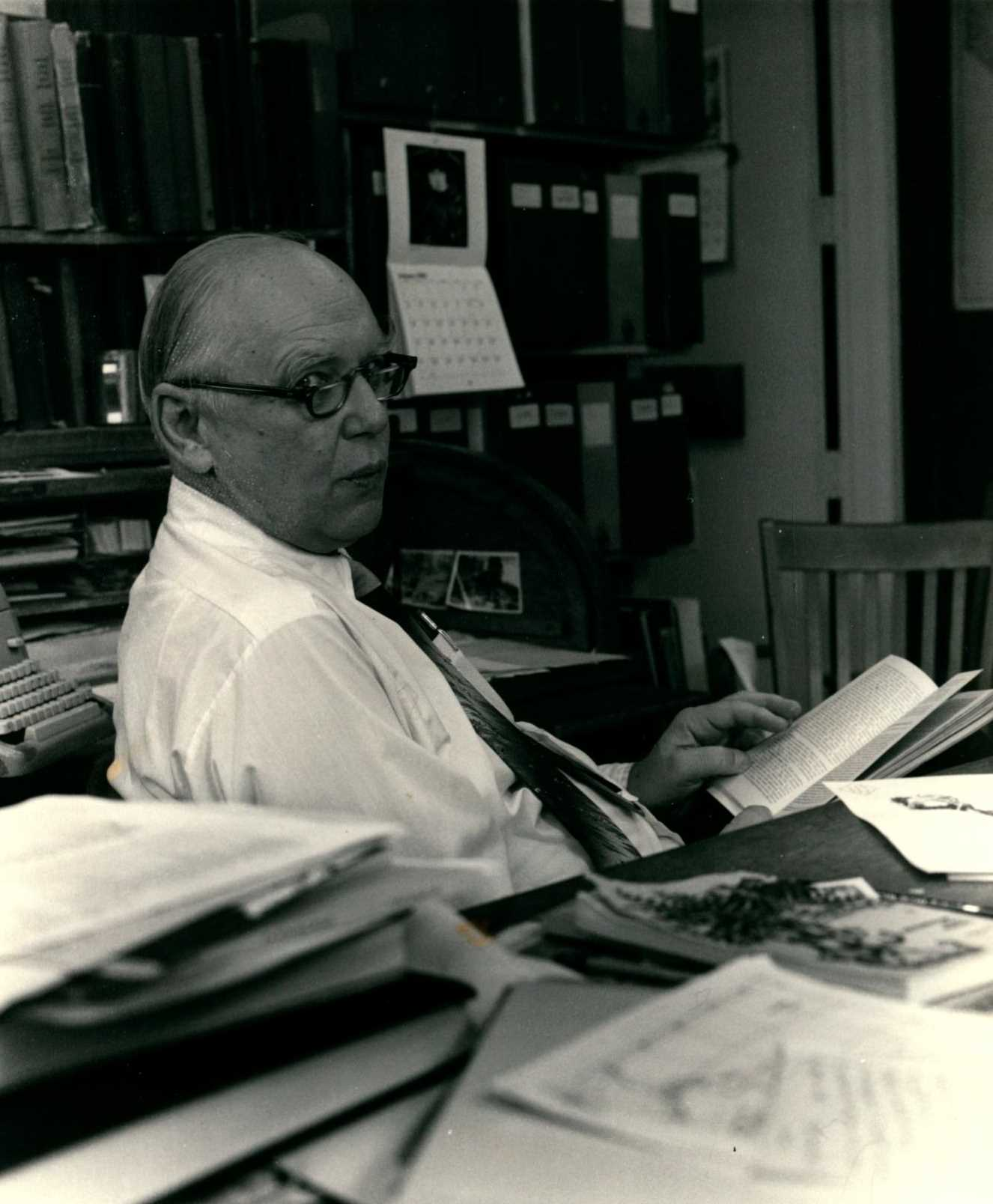
Arthur John Cronquist

Arthur John Cronquist (* 19. März 1919 in San José, Kalifornien; † 22. März 1992 in Provo, Utah) war ein US-amerikanischer Botaniker. Sein offizielles botanisches Autorenkürzel lautet „Cronquist“.

## Leben und Wirken
Cronquist war am New York Botanical Garden, dem Botanischen Garten der Bronx in New York City tätig. Bekannt ist er für seine Systematik der Bedecktsamer. Seine Bücher über Pflanzenklassifikation gelten als seine Hauptwerke.
Cronquist starb im Alter von 73 Jahren am 22. März 1992 an Herzversagen, während er am Herbarium der Brigham Young University forschte.

## Ehrungen
1986 wurde Cronquist die Linné-Medaille der Linnean Society of London verliehen. Nach ihm sind die Pflanzengattungen Cronquistia R.M.King und Cronquistianthus R.M.King & H.Rob. aus der Familie der Korbblütler (Asteraceae) benannt.

## Werke
- An Integrated System of Classification of Flowering Plants. CUP, New York 1992, ISBN 0-231-03880-1.
- The Evolution and Classification of Flowering Plants. New Botanical Garden, New York 1997, ISBN 0-89327-332-5.
- mit Henry A. Gleason: Manual of Vascular Plants of Northeastern United States and Adjacent Canada. Van Nostrand, Princeton, N.J. 1991, ISBN 0-89327-365-1.
- mit Henry A. Gleason: The Natural Geography of Plants. 1964.
- mit Charles L. Hitchcock: Vascular Plants of the Pacific Northwest. University of Washington Press, Seattle, Wash.
  - Vascular cryptogams, gymnosperms and monocotyledons. 1969.
  - Salicaceae to Saxifragaceae. 1964.
  - Saxifragaceae to Ericaceae. 1961.
  - Ericaceae to Campanulaceae. 1959.
  - Compositae. 1955.
- mit Charles L. Hitchcock: Flora of the Pacific Northwest. University of Washington Press, Seattle, Wash. 1974.